# Günter Wächtershäuser
Günter Wächtershäuser (nacido en 1938) es un biólogo químico y abogado de patentes internacionales en Múnich. Es profesor honorario de bioquímica evolutiva en la Universidad de Ratisbona. Desarrolló a comienzos de los 80 una teoría sobre el origen de la vida en superficies minerales, conocida como teoría del mundo de hierro-azufre.
La teoría propuesta por Günter Wächtershäuser en la década de 1980 sugiere que los hidróxidos de hierro podrían haber desempeñado un papel crucial en el origen de la vida. Según esta teoría, las superficies minerales, especialmente los hidróxidos de hierro, podrían haber actuado como catalizadores para las primeras reacciones químicas prebióticas. Estas superficies minerales podrían haber concentrado y alineado moléculas orgánicas, facilitando la formación de compuestos más complejos, como aminoácidos y nucleótidos, que son fundamentales para la vida. Aunque la teoría de Wächtershäuser sigue siendo objeto de debate, ha contribuido significativamente a nuestra comprensión de los posibles mecanismos detrás del origen de la vida en la Tierra. 

## Biografía
Fue alumno directo de Física del profesor Hans Kuhn. En 1970 comienza a asumir su puesto como abogado de patentes en Múnich. Hacia 1972-73, a raíz de la lectura de un artículo de su antiguo profesor de física sobre la adsorción del ARN en rocas porosas comienza a interesarse por el tema. Por la misma época se interesa también por las teorías epistemológicas de Karl Popper. Logra entrevistarse con él en 1982, y se convierte en su principal inspirador y mentor. En 1983, alentado por William Bartley y el psicólogo Donald T. Campbell escribe un manuscrito que acabará publicado en 1987 en Evolutionary Epistemology titulado La luz y la vida: sobre los orígenes en la nutrición de la percepción sensorial. En este manuscrito establece su teoría, fuertemente influida por la filosofía de Popper, llamada de la retrodicción bioquímica. Posteriormente conoce a Carl Woese, quien le hace ver las inconsistencias del concepto de caldo primigenio.
En 1990, en un artículo de PNAS concibe por fin la teoría de los primeros ciclos autocatalíticos y autotróficos en un artículo presentado por Karl Popper
En 1997 en colaboración con Claudia Huber en el departamento de química orgánica y bioquímica de la Universidad Técnica de Múnich realiza una serie de experimentos cuyos resultados publican en Science, donde consiguen generar péptidos a partir de aminoácidos en condiciones de laboratorio similares a las de las fuentes hidrotermales submarinas, utilizando sulfuros de hierro y níquel más trazas de selenio como catalizador, sugiriendo un origen termófilo de la vida. Este trabajo marca el comienzo de la teoría del mundo de hierro-azufre.

## Reconocimientos
Günter Wächtershauser ha sido galardonado, entre otros, con el premio anual de la Academia Bávara de Ciencias, en 1993, y con el premio Bonn de química en 1999. En 1994 fue nombrado profesor honorario de la Universidad de Ratisbona.